# Lapidarium Rzeźby Nagrobnej we Wschowie

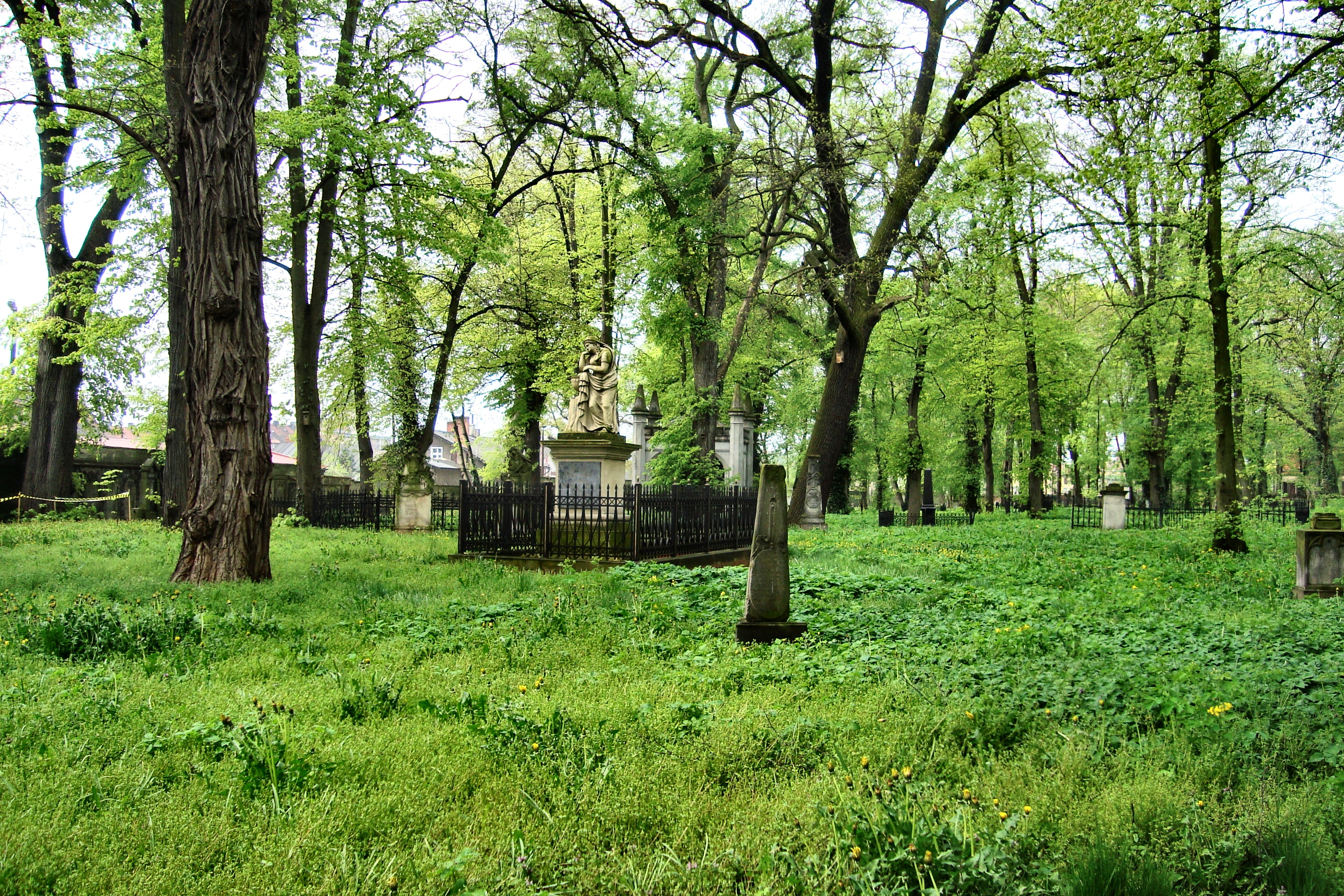
Widok ogólny

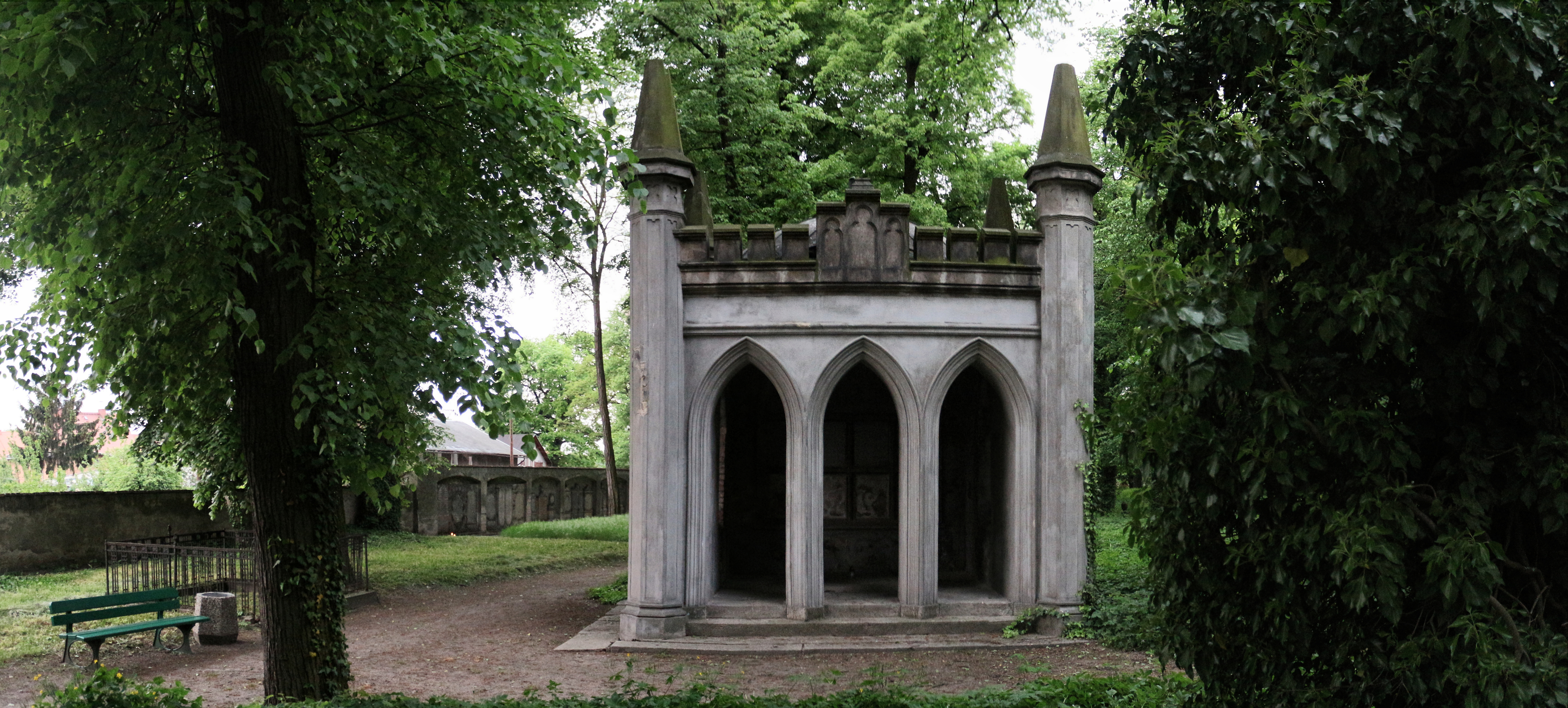
Kaplica Hoffmann

Lapidarium Rzeźby Nagrobnej we Wschowie – cmentarz ewangelicki założony z inicjatywy pastora Waleriusza Herbergera w 1609 r. (uroczyste poświęcenie miało miejsce 25 lutego 1609 r.) we Wschowie. Cmentarz znajduje się w klinie ulic: Polnej, Spokojnej i Solnej, otacza go mur o wysokości około 2 m.
Jest najstarszą nekropolią chrześcijańską w Polsce położoną poza murami ówczesnego miasta. Nekropolia wschowska to przykład nowego typu cmentarza, wykształconego w obrębie kultury protestanckiej w XVI wieku, cmentarze powstawały poza murami miasta, co dało kres tradycji chowania zmarłych wokół kościoła.
Wschowskie lapidarium, które jest jedną z najstarszych w Europie, a pierwszą w Polsce realizacją nawiązującą swoją formą do włoskiego Campo Santo (Pola Świętego), i którego głównymi założeniami było miejsce pochówku oraz upamiętnienia zmarłych, jest kompozycją architektury oraz zieleni. Cmentarz budowany był jako czworoboczny dziedziniec otoczony krużgankami, w ścianach których umieszczano XVII i XVIII-wieczne kamienne tablice epitafijne (burmistrzów, kasztelanów, dostojnych rajców, sędziów, pastorów, lekarzy, kupców oraz mistrzów cechowych).
Cmentarz został zdewastowany po II wojnie światowej. Pod koniec lat 70. XX wieku powstało w tym miejscu Muzeum Rzeźby Nagrobnej.
Lapidarium wpisane jest do rejestru zabytków pod nr rej.: L-199/A z 17.03.2006.